# Turkish International 2015
Die Turkish International 2015 im Badminton fanden vom 20. bis zum 23. August 2015 in Istanbul statt. Es war die erste Auflage der Turnierserie.

## Sieger und Platzierte
| Disziplin    | Gold                                 | Silber                                | Bronze                                       |
| ------------ | ------------------------------------ | ------------------------------------- | -------------------------------------------- |
| Herreneinzel | Yuhan Tan                            | Misha Zilberman                       | Anatoliy Yartsev                             |
| Herreneinzel | Yuhan Tan                            | Misha Zilberman                       | Matthias Almer                               |
| Dameneinzel  | Kati Tolmoff                         | Laura Sárosi                          | Ebru Yazgan                                  |
| Dameneinzel  | Kati Tolmoff                         | Laura Sárosi                          | Elena Komendrovskaja                         |
| Herrendoppel | Gergely Krausz Tovannakasem Samatcha | Ashkan Fesahati Mohamad Reza Khanjani | Vatannejad-Soroush Eskandari Farzin Khanjani |
| Herrendoppel | Gergely Krausz Tovannakasem Samatcha | Ashkan Fesahati Mohamad Reza Khanjani | Oktay Aydin Yunus Bas                        |
| Damendoppel  | Kader İnal Fatma Nur Yavuz           | Cemre Fere Ebru Yazgan                | Büşra Benk Merve Çoban                       |
| Damendoppel  | Kader İnal Fatma Nur Yavuz           | Cemre Fere Ebru Yazgan                | Tatjana Bibik Elena Komendrovskaja           |
| Mixed        | Melih Turgut Fatma Nur Yavuz         | Serdar Koca Emine Demirtas            | Bahadir Kaan Kola Busra Yalçinkaya           |
| Mixed        | Melih Turgut Fatma Nur Yavuz         | Serdar Koca Emine Demirtas            | Burak Furkan Demir Büşra Benk                |